# 若瑟兰·德勒库尔
若瑟兰·德勒库尔（法語：Jocelyn Delecour，1935年1月2日—），法国男子田径运动员。他曾代表法国参加1956年、1960年、1964年和1968年夏季奥林匹克运动会田径比赛，共获得二枚铜牌。